# Nazionale maschile di rugby a 15 di Barbados
La nazionale di rugby XV di Barbados è inclusa nel terzo livello del rugby internazionale.